# Ned & Stacey
Ned & Stacey ist eine US-amerikanische Sitcom, die von 1995 bis 1997 produziert wurde. Nach zwei Staffeln wurde die Serie abgesetzt. In den Hauptrollen spielten Thomas Haden Church als Ned Dorsey und Debra Messing als Stacey Colbert. Im deutschsprachigen Fernsehen wurde sie erstmals am 22. November 1997 von RTL ausgestrahlt.

## Handlung
Die Serie handelt im Wesentlichen davon, dass in einer „misslichen“ Lebenslage zwei Menschen zusammentreffen, die sich einander helfen. Ned Dorsey ist ein Werbefachmann, der eine Frau benötigt, um befördert zu werden. Stacey Colbert ist eine frustrierte junge Frau, die unbedingt von zu Hause ausziehen möchte, sich dies jedoch nicht leisten kann. Also beschließen die beiden zu heiraten, obwohl sie sich nicht ausstehen können. Vor allem der meist sehr düstere und schwarze Humor prägt die Serie.